# Proasellus
Proasellus is een geslacht van pissebedden uit de familie van de Asellidae.

## Soorten
- Proasellus acutianus Argano & Henry
- Proasellus adriaticus Argano & Pesce, 1979
- Proasellus alavensis Henry & Magniez, 2003
- Proasellus albigensis (Magniez, 1965)
- Proasellus ambracicus Pesce & Argano, 1980
- Proasellus amiterninus Argano & Pesce, 1979
- Proasellus anophtalmus (Karaman, 1934)
- Proasellus aquaecalidae (Racovitza, 1922)
- Proasellus aragonensis Henry & Magniez, 1992
- Proasellus arnautovici (Remy, 1932)
- Proasellus arthrodilus (Braga, 1945)
- Proasellus bagradicus Henry & Magniez, 1972
- Proasellus barduanii Alouf, Henry & Magniez, 1982
- Proasellus basnosanui (Codreanu, 1962)
- Proasellus bellesi Henry & Magniez, 1982
- Proasellus beroni Henry & Magniez, 1968
- Proasellus beticus Henry & Magniez, 1992
- Proasellus boui Henry & Magniez, 1969
- Proasellus burgundus Henry & Magniez, 1969
- Proasellus cantabricus Henry & Magniez, 1968
- Proasellus cavaticus (Leydig, 1871)
- Proasellus chappuisi Henry & Magniez, 1968
- Proasellus chauvini Henry & Magniez, 1978
- Proasellus claudei Henry & Magniez, 1996
- Proasellus coiffaiti Henry & Magniez, 1972
- Proasellus collignoni Magniez & Henry, 2001
- Proasellus comasi Henry & Magniez, 1982
- Proasellus coxalis (Dollfus, 1892)
- Proasellus cretensis Pesce & Argano, 1980
- Proasellus danubialis (Codreanu & Codreanu, 1962)
- Proasellus delhezi Henry & Magniez, 1973
- Proasellus deminutus (Sket, 1959)
- Proasellus dianae Pesce & Argano, 1985
- Proasellus ebrensis Henry & Magniez, 1992
- Proasellus elegans (Codreanu, 1962)
- Proasellus escolai Henry & Magniez, 1982
- Proasellus espanoli Henry & Magniez, 1982
- Proasellus exiguus Afonso, 1983
- Proasellus ezzu Argano & Campanero, 2004
- Proasellus faesulanus Messana & Caselli, 1995
- Proasellus franciscoloi (Chappuis, 1955)
- Proasellus gardinii (Arcangeli, 1942)
- Proasellus gauthieri (Monod, 1924)
- Proasellus gineti Boulanouar, Boutin & Henry, 1991
- Proasellus gjorgjevici Karaman, 1933
- Proasellus gourbaultae Henry & Magniez, 1981
- Proasellus grafi Henry & Magniez, 2003
- Proasellus granadensis Henry & Magniez, 2003
- Proasellus guipuzcoensis Henry & Magniez, 2003
- Proasellus henseni Magniez & Henry, 2001
- Proasellus hercegovinensis (Karaman, 1933)
- Proasellus hermallensis Arcangeli, 1938
- Proasellus hurki Magneiz & Henry, 2001
- Proasellus hypogeus (Racovitza, 1922)
- Proasellus ibericus (Braga, 1946)
- Proasellus infirmus (Birstein, 1936)
- Proasellus intermedius (Sket, 1965)
- Proasellus istrianus (Stammer, 1932)
- Proasellus italicus Dudich, 1925
- Proasellus jaloniacus Henry & Magniez, 1978
- Proasellus karamani Remy, 1934
- Proasellus lagari Henry & Magniez, 1982
- Proasellus lescherae Henry & Magniez, 1978
- Proasellus leysi Magniez & Henry, 2001
- Proasellus ligusticus Bodon & Argano, 1982
- Proasellus linearis (Birstein, 1967)
- Proasellus ljovuschkini (Birstein, 1967)
- Proasellus lusitanicus (Frade, 1938)
- Proasellus lykaonicus Argano & Pesce, 1978
- Proasellus malagensis Henry & Magniez, 2003
- Proasellus maleri Henry, 1977
- Proasellus margalefi Henry & Magniez, 1925
- Proasellus mateusorum Afonso, 1982
- Proasellus meijersae Henry & Magniez, 2003
- Proasellus meridianus (Racovitza, 1919)
- Proasellus micropectinatus Baratti & Messana, 1990
- Proasellus minoicus Pesce & Argano, 1980
- Proasellus monodi (Strouhal, 1942)
- Proasellus monsferratus (Braga, 1948)
- Proasellus montalentii Stoch, Valentino & Volpi, 1996
- Proasellus montenigrinus (Karaman, 1934)
- Proasellus navarrensis Henry & Magniez, 2003
- Proasellus nolli (Karaman, 1952)
- Proasellus notenboomi Henry & Magniez, 1981
- Proasellus orientalis (Sket, 1965)
- Proasellus ortizi Henry & Magniez, 1992
- Proasellus oviedensis Henry & Magniez, 2003
- Proasellus pamphylicus Henry, Magniez & Notenboom, 1996
- Proasellus parvulus (Sket, 1960)
- Proasellus patrizii (Arcangeli, 1952)
- Proasellus pavani (Arcangeli, 1942)
- Proasellus peltatus (Braga, 1944)
- Proasellus phreaticus Sabater & de Manuel, 1988
- Proasellus pisidicus Henry, Magniez & Notenboom, 1996
- Proasellus polychaetus Dudich, 1925
- Proasellus pribenicensis Flasarova, 1977
- Proasellus racovitzai Henry & Magniez, 1972
- Proasellus rectangulatus Afonso, 1982
- Proasellus rectus Afonso, 1982
- Proasellus remyi (Monod, 1932)
- Proasellus rouchi Henry, 1980
- Proasellus ruffoi Argano & Campanero, 2004
- Proasellus similis (Birstein, 1967)
- Proasellus sketi Henry, 1975
- Proasellus slavus (Remy, 1948)
- Proasellus slovenicus (Sket, 1957)
- Proasellus solanasi Henry & Magniez, 1972
- Proasellus soriensis Henry & Magniez, 2003
- Proasellus spelaeus (Racovitza, 1922)
- Proasellus spinipes Afonso, 1979
- Proasellus stocki Henry & Magniez, 2003
- Proasellus strouhali (Karaman, 1955)
- Proasellus synaselloides (Henry, 1963)
- Proasellus thermonyctophilus (Monod, 1924)
- Proasellus valdensis (Chappuis, 1948)
- Proasellus vandeli Magniez & Henry, 1969
- Proasellus variegatus Afonso, 1982
- Proasellus vignai Argano & Pesce, 1979
- Proasellus vizcayensis Henry & Magniez, 2003
- Proasellus vulgaris (Sket, 1965)
- Proasellus walteri (Chappuis, 1948)
- Proasellus winteri Magniez & Henry, 2001
- Proasellus wolfi Dudich, 1925